# Eredivisie 1989-90
La Eredivisie 1989-90 fue la 34.ª edición de la Eredivisie. El campeón fue el Ajax, conquistando su 15.ª Eredivisie y el 23.° título de campeón de los Países Bajos.

## Tabla de posiciones
| Pos | Equipo          | PJ | PG | PE | PP | Pts | GF | GC | DG  |                              |
| --- | --------------- | -- | -- | -- | -- | --- | -- | -- | --- | ---------------------------- |
| 1   | Ajax 1          | 34 | 19 | 11 | 4  | 49  | 67 | 23 | 44  | Copa de Europa               |
| 2   | PSV 2           | 34 | 20 | 8  | 6  | 48  | 94 | 36 | 58  | Recopa de Europa             |
| 3   | FC Twente       | 34 | 16 | 10 | 8  | 42  | 48 | 43 | 5   | Copa de la UEFA              |
| 4   | Vitesse         | 34 | 15 | 11 | 8  | 41  | 49 | 31 | 18  | Copa de la UEFA              |
| 5   | Roda JC         | 34 | 14 | 13 | 7  | 41  | 53 | 39 | 14  | Copa de la UEFA              |
| 6   | FC Volendam     | 34 | 15 | 9  | 10 | 39  | 43 | 38 | 5   |                              |
| 7   | Fortuna Sittard | 34 | 12 | 14 | 8  | 38  | 42 | 35 | 7   |                              |
| 8   | RKC             | 34 | 13 | 11 | 10 | 37  | 45 | 47 | -2  |                              |
| 9   | FC Groningen    | 34 | 10 | 15 | 9  | 35  | 50 | 46 | 4   |                              |
| 10  | FC Den Haag     | 34 | 13 | 7  | 14 | 33  | 58 | 63 | -5  |                              |
| 11  | Feyenoord       | 34 | 9  | 13 | 12 | 31  | 51 | 45 | 6   |                              |
| 12  | Sparta          | 34 | 12 | 7  | 15 | 31  | 51 | 61 | -10 |                              |
| 13  | Willem II       | 34 | 7  | 13 | 14 | 27  | 42 | 49 | -7  |                              |
| 14  | FC Utrecht      | 34 | 8  | 11 | 15 | 27  | 27 | 45 | -18 |                              |
| 15  | MVV             | 34 | 7  | 13 | 14 | 27  | 38 | 61 | -23 |                              |
| 16  | NEC             | 34 | 5  | 16 | 13 | 26  | 32 | 55 | -23 | 3                            |
| 17  | BVV Den Bosch   | 34 | 6  | 13 | 15 | 25  | 30 | 51 | -21 | Descenso a la Eerste Divisie |
| 18  | HFC Haarlem     | 34 | 4  | 7  | 23 | 15  | 22 | 74 | -52 | Descenso a la Eerste Divisie |

PJ = Partidos jugados; PG = Partidos ganados; PE = Partidos empatados; PP = Partidos perdidos; Pts = Puntos; GF = Goles a favor; GC = Goles en contra; DG = Diferencia de goles
1  Ajax no se clasificó para la Copa de Europa. El 27 de septiembre de 1989, el portero austríaco Franz Wohlfahrt fue golpeado y herido por una barra, tirado por un simpatizante local en un partido de Ajax-Austria Viena por la Copa de la UEFA. Al Ajax posteriormente se le prohibió participar en la competición europea por un año.
2 Ganador de la Copa de los Países Bajos.
3 NEC permanece en la Eredivisie al ganar el play-off.

### Play-off de ascenso y descenso
| Equipo 1 | Agr. | Equipo 2 | Ida | Vuelta |
| -------- | ---- | -------- | --- | ------ |
| Emmen    | 1-2  | NEC      | 1-2 | 0-0    |

NEC permanece en la Eredivisie y Emmen permanece en la Eerste Divisie.